# Apolodoro de Atenas
Apolodoro de Atenas (griego antiguo: Ἀπολλόδωρος Apollódōros; Atenas, c. 180 a. C.-Pérgamo, 119 a. C.), también llamado Apolodoro el Gramático, fue un gramático, historiador y mitógrafo griego.

## Biografía
Nacido en Atenas, se estableció en Alejandría, donde fue alumno de Aristarco de Samotracia, y floreció (floruit) hacia el 140 a. C. En el año 146 a. C. abandonó Alejandría y se estableció en Pérgamo. Falleció hacia el 119 a. C. 
Los antiguos le atribuyeron erróneamente un epítome de mitología en prosa titulado Βιβλιοθήκη (Bibliothḗkē), también conocido como Biblioteca mitológica, donde se intentaban conciliar las distintas versiones que ofrecían de cada mito los poetas. La obra se ha conservado solo en parte, pero es una de las fuentes principales para el estudio de la mitología griega. Al parecer se trata de una recopilación anónima hecha en realidad en el siglo I o siglo II. A este Scriptor Bibliothecae (escritor de la Biblioteca) se le suele conocer como «Pseudo-Apolodoro» para diferenciarlo de Apolodoro de Atenas. Otras referencias tradicionales simplemente indican «Biblioteca y Epítome». 
Sí que fue autor de un tratado Sobre los dioses y un opúsculo sobre el Catálogo de naves inserto en la Ilíada que fue utilizado como fuente en la Geografía de Estrabón. Son importantes también unas Crónicas en versos yambos donde se establecía la cronología de la historia de Grecia desde la caída de Troya hasta el 144 a. C., porque allí aparecen datos únicos sobre los arcontes de Atenas. Escribió además varias obras de gramática y crítica.

## Obra
Solo se conservan fragmentos de sus escritos, principalmente a través de los escolios a Homero. La siguiente es una lista incompleta de las obras de las que nos ha llegado al menos el título:
- Χρονικά (Chronika, «Crónicas»), en 4 libros. Historia del mundo desde la Toma de Troya hasta el 119 a. C. en trímetros yámbicos.
- Περὶ θεῶν (Peri theōn, «Acerca de los dioses»), en 24 libros.
- Περὶ τοῦ νεῶν καταλόγου, «Sobre el Catálogo de las Naves de Homero», en 12 libros.
- Περὶ τῶν Αθήνησιν ἑταιρίδων, «Sobre las cortesanas atenienses».
- Περὶ Ἐπιχάρμου, «Sobre Epicarmo», en 10 libros.
- Περὶ Σώφρονος, «Sobre Sofrón».
- Ἐτυμολογίαι, «Etimologías».

## Ediciones
- Felix Jacoby: Die Fragmente der griechischen Historiker. Teil 2, 1929, reed. 1962, n.º 244.